# 西村純二
西村 純二（にしむら じゅんじ、1955年12月23日 - ）は、日本の男性アニメーション演出家、アニメーション監督、脚本家。佐賀県東松浦郡呼子町（現：唐津市）出身。
「西村 ジュンジ」名義で脚本家としても活動している。

## 来歴・人物
明治学院大学卒業後の1980年、アニメ下請制作会社の「にしこプロダクション」に入社。広川和之の下でアニメの演出を勉強し、翌年放送の『宇宙戦士バルディオス』第20話「甦った悪魔（前編）」にてアニメーション演出家としてのデビューを果たした。その後同プロダクションでは、『忍者ハットリくん』『六神合体ゴッドマーズ』『魔法のプリンセス ミンキーモモ』（第1作）などの演出も担当。
1984年、にしこプロダクションを退社し、活動の拠点をスタジオディーンに置いた。翌1985年、スタジオディーンがシンエイ動画の下請けという形で制作した『プロゴルファー猿』で監督デビューし、以降はスタジオディーン作品の監督を多数務めていた。
『うる星やつら2 ビューティフル・ドリーマー』で演出をやって以来、押井守と麻雀をやる仲。仕事がないと言ったら『風人物語』を紹介された（押井は監修にクレジット）。
押井は「演出家としては日常を追って人物を細やかに描くタイプ」「監督としては、テレビアニメシリーズを相当数やっていて、『予算が少ない』『スケジュールがしんどい』という修羅場を沢山踏んでいるから、脚本・絵コンテをあっという間に挙げてしまう。しかも、クオリティを落とさない」と評している。
Production I.Gでの『風人物語』が堀川憲司の目に留まり、P.A.WORKS初元請の作品『true tears』を監督。
現在は活動の拠点をSeven Arcsに移している。

## 参加作品

### 監督作品
1985年
- プロゴルファー猿（ - 1988年）

1988年
- ビリ犬（ - 1989年）

1989年
- ビリ犬なんでも商会
- 手天童子（OVA、 - 1990年）
- らんま1/2 熱闘編（ - 1992年）

1991年
- Dr.タイフーン（OVA）

1992年
- スーパーヅガン

1994年
- らんま1/2 超無差別決戦! 乱馬チームVS伝説の鳳凰（劇場アニメ）
- マーズ（OVA）

1995年
- 鬼神童子ZENKI

1996年
- ハーメルンのバイオリン弾き（ - 1997年）
- 逮捕しちゃうぞ（ - 1997年）

1999年
- 逮捕しちゃうぞ Special
- 逮捕しちゃうぞ the MOVIE（劇場アニメ）
- 仙界伝 封神演義

2002年
- SAMURAI DEEPER KYO

2004年
- 風人物語
- 今日からマ王!（ - 2005年）

2005年
- 今日からマ王!（第2シリーズ、 - 2006年）

2006年
- シムーン

2007年
- 今日からマ王! R（OVA）

2008年
- 今日からマ王!（第3シリーズ、 - 2009年）
- true tears

2010年
- 動物かんきょう会議
- ぬらりひょんの孫

2012年
- DOG DAYS'

2013年
- 爆TECH!爆丸 ガチ
- 恋旅〜True Tours Nanto

2014年
- グラスリップ

2015年
- DOG DAYS"

2016年
- ばくおん!!
- ViVid Strike!

2018年
- バジリスク 〜桜花忍法帖〜

2019年
- バミューダトライアングル 〜カラフル・パストラーレ〜

2021年
- ぶらどらぶ

2022年
- Extreme Hearts

2023年
- 火狩りの王

2024年
- 魔都精兵のスレイブ（総監督）

### 絵コンテ・演出など
1980年
- 宇宙戦士バルディオス（ - 1981年、演出）

1981年
- 六神合体ゴッドマーズ（ - 1982年、演出）
- 戦国魔神ゴーショーグン（絵コンテ）
- ヤットデタマン（ - 1982年、演出）
- うる星やつら（ - 1986年、絵コンテ・演出・アシスタントディレクター）
- 忍者ハットリくん（ - 1987年、演出）

1982年
- 魔法のプリンセス ミンキーモモ（第1作、 - 1983年、絵コンテ・演出）

1983年
- パーマン（新）（ - 1985年、演出）
- 銀河漂流バイファム（ - 1984年、演出）

1984年
- うる星やつら2 ビューティフル・ドリーマー（劇場アニメ、演出）

1988年
- つるピカハゲ丸くん（絵コンテ）

1989年
- 神州魑魅変（絵コンテ）

1990年
- 魔法のエンジェルスイートミント（絵コンテ）
- ガタピシ（ - 1991年、絵コンテ）

1991年
- 機甲警察メタルジャック（絵コンテ）

1993年
- ミラクル☆ガールズ（絵コンテ）
- 疾風!アイアンリーガー（絵コンテ）

1994年
- 覇王大系リューナイト（絵コンテ）
- ヤマトタケル（絵コンテ）
- ダーティペアFLASH（絵コンテ）

1995年
- クマのプー太郎（ - 1996年、絵コンテ）

1996年
- 少年サンタの大冒険!（絵コンテ）
- るろうに剣心 -明治剣客浪漫譚-（ - 1998年、絵コンテ）

1997年
- だいな♥あいらん（ゲーム、絵コンテ・演出）

1998年
- EAT-MAN'98（絵コンテ）
- ももいろシスターズ（絵コンテ）
- 超特急ヒカリアン（絵コンテ）
- SHADOW SKILL -影技-（絵コンテ）

1999年
- 小さな巨人 ミクロマン（絵コンテ）

2000年
- グラビテーション（絵コンテ）
- 六門天外モンコレナイト（絵コンテ）

2001年
- 爆転シュート ベイブレード（絵コンテ）
- 魔法少女猫たると（絵コンテ）
- 破壊魔定光（絵コンテ）
- フルーツバスケット（絵コンテ）
- スターオーシャンEX（絵コンテ）
- Z.O.E Dolores, i（ストーリーボード）
- PROJECT ARMS（ - 2002年、絵コンテ）
- 激闘!クラッシュギアTURBO（絵コンテ）

2002年
- 満月をさがして（ - 2003年、絵コンテ）
- 炎の蜃気楼（絵コンテ）

2003年
- らいむいろ戦奇譚（絵コンテ）
- クラッシュギアNitro（絵コンテ）
- 魔探偵ロキRAGNAROK（絵コンテ）
- HAPPY★LESSON ADVANCE（絵コンテ）
- グリーングリーン（絵コンテ）
- 高橋留美子劇場 人魚の森（絵コンテ）
- セイント・ビースト 〜聖獣降臨編〜（絵コンテ）
- ヤミと帽子と本の旅人（ - 2004年、絵コンテ）

2004年
- 北へ。〜Diamond Dust Drops〜（絵コンテ）
- 攻殻機動隊 S.A.C. 2nd GIG（絵コンテ）

2005年
- 南の島の小さな飛行機 バーディー（ - 2010年、シリーズ構成・脚本）

2007年
- 少年陰陽師（絵コンテ）
- 風の少女エミリー（絵コンテ）
- CODE-E（脚本）

2008年
- Mission-E（脚本）

2009年
- CANAAN（絵コンテ）
- 東京マグニチュード8.0（絵コンテ）
- 極上!!めちゃモテ委員長（絵コンテ）
- 生徒会の一存（ED絵コンテ・演出）
- レイトン教授と永遠の歌姫（劇場アニメ：絵コンテ）

2011年
- 世界一初恋（絵コンテ）
- 花咲くいろは（脚本・絵コンテ・演出）
- 世界一初恋2（絵コンテ）

2012年
- LUPIN the Third -峰不二子という女-（脚本）
- AKB0048（絵コンテ）
- 爆TECH!爆丸（ - 2013年、絵コンテ）

2013年
- 翠星のガルガンティア（絵コンテ）
- ムシブギョー（絵コンテ）

2014年
- 凪のあすから（脚本）

2016年
- リルリルフェアリル〜妖精のドア〜（絵コンテ）

2017年
- カブキブ!（絵コンテ）
- ぼのぼの（絵コンテ・演出）
- 鬼灯の冷徹 第弐期（絵コンテ）

2019年
- BAKUMATSUクライシス（絵コンテ）
- アサシンズプライド（絵コンテ）

2021年
- マブラヴ オルタネイティヴ（絵コンテ）